# 日本松蒿
日本松蒿（学名：Phtheirospermum japonicum）为松蒿属下的一种一年或二年生草本、半寄生植物，分布于东亚。其种加词“japonicum”意为“日本的”。
其花淺紫色，可分上下二唇，结蒴果。